# Klaudia Kardasz
Klaudia Kardasz (* 2. Mai 1996 in Białystok) ist eine polnische Leichtathletin, die sich auf das Kugelstoßen spezialisiert hat.

## Sportliche Laufbahn
Erste internationale Erfahrungen sammelte Klauda Kardasz 2013 bei den Jugendweltmeisterschaften in Donezk, bei denen sie mit 16,98 m den fünften Platz belegte, wie auch bei den Juniorenweltmeisterschaften in Eugene im Jahr darauf mit 16,29 m. 2015 wurde sie bei den Junioreneuropameisterschaften in Eskilstuna mit 16,80 m Vierte und 2017 gewann sie bei den U23-Europameisterschaften in Bydgoszcz mit 17,67 m die Silbermedaille hinter der Schwedin Fanny Roos. Zudem qualifizierte sie sich für die Weltmeisterschaften in London, bei denen sie mit 17,52 m in der Vorrunde ausschied. Zwei Wochen später gewann sie bei der Sommer-Universiade mit 17,90 m die Silbermedaille hinter der Kanadierin Brittany Crew. 2018 nahm sie an den Europameisterschaften in Berlin teil und verpasste dort mit 18,48 m als Vierte nur knapp eine Medaille. 2019 belegte sie bei den Halleneuropameisterschaften in Glasgow mit 18,23 m Rang fünf. Im Juli nahm sie erneut an den Studentenweltspielen in Neapel teil und gewann dort mit 17,65 m die Bronzemedaille hinter der Kanadierin Sarah Mitton und Portious Warren aus Trinidad und Tobago. Anfang Oktober schied sie bei den Weltmeisterschaften in Doha mit 17,79 m in der Qualifikation aus und kurz darauf belegte sie bei den Militärweltspielen in Wuhan mit 16,68 m Rang fünf. 2021 scheiterte sie bei den Halleneuropameisterschaften in Toruń mit 17,81 m in der Qualifikation. Ende Juli startete sie bei den Olympischen Spielen in Tokio, verpasste dort aber mit 17,76 m den Finaleinzug. 
2022 schied sie bei den Europameisterschaften in München mit 17,27 m in der Qualifikationsrunde aus und im Jahr darauf wurde sie bei der 1. Liga der Team-Europameisterschaft im Zuge der Europaspiele in Chorzów mit 17,12 m Fünfte. Anschließend verpasste sie bei den Weltmeisterschaften in Budapest mit 17,27 m den Finaleinzug. 2024 gelangte sie bei den Europameisterschaften in Rom mit 17,66 m auf den zehnten Platz. Anschließend verpasste sie bei den Olympischen Sommerspielen in Paris mit 17,45 m den Finaleinzug.
In den Jahren 2016 und von 2022 bis 2024 wurde Kardasz polnische Meisterin im Kugelstoßen im Freien sowie 2019 und 2021 und 2023 und 2024 in der Halle.